# 甲村健一

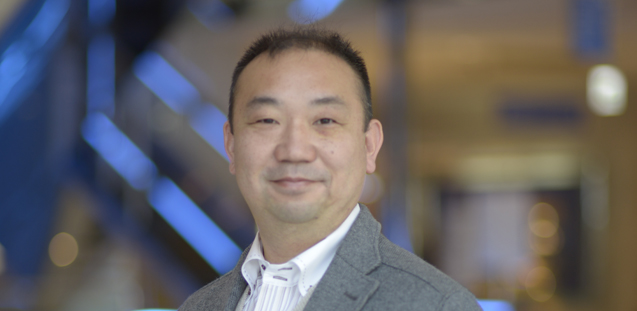

甲村 健一（こうむら けんいち、1969年2月 - ）は、日本の建築家。清水建設を退職後、1999年からは新横浜にてKEN一級建築士事務所の代表を務める。愛知県出身。

## 略歴
- 1969年 - 愛知県生まれ
- 1992年 - 名古屋工業大学 卒業
- 1992年 - 清水建設株式会社設計部 勤務
- 1999年 - KEN一級建築士事務所 設立
- 2005年 - 名古屋工業大学 非常勤講師（～2008年3月）
- 2015年 - 名古屋工業大学 客員教授（〜2018年3月）

## 主な作品
[住宅]
- 汐見櫓の家
- Dual house
- Forest house
- 重層の家
- 緑道のある家
- 上北沢の家
- 白金の家
- 防府の家
- 頂の家
- ステップハウス
- 百合丘の家
- 森泉山麓の家
- 鎌倉山の家
- 港北の家
- 代々木の家
- 調布の家
- 大屋根の家
- 平塚の家
- 高台の屋下
- 豊田の家
- ホテルライフな家
- 鴨川の家
- ブリージーハウス
- 四つ木の家
- 葉山の家
- はるな陶芸工房
- 相模湖の家
- 茅ヶ崎の家
- 大倉山の家
- 王禅寺の家
- 加賀の家
- 箕郷の家
- 土間のある家
- 山にぬける家
- 成城の家
- 狛江の家
- 洋光台の家
- 四季のある家
- みなとみらいの家
- エミネンスハウス
- スプレッドハウス
- つながりのある家
- 矢賀ストリート
- 安中の家
- リラックスハウス

[集合住宅・商業施設]
- Ｓセレモニーホール
- スクエアガーデン池袋
- 中延の集合住宅
- Ｔ社本社ビル改修工事
- 八丁堀の集合住宅
- I 斎場
- H社新蕎麦粉工場棟
- 濱壹
- Tea Bar 碧落
- 本中山の集合住宅
- センターコートオフィス
- S社東京事務所
- ネイルサロン

## 賞歴
- 2017年　第20回木材活用コンクール和の文化賞受賞(百合丘の家)
- 2017年　第60回神奈川建築コンクール住宅部門優秀賞(緑道のある家)
- 2017年　住まいのインテリアコーディネーションコンテスト新築部門賞受賞(緑道のある家)
- 2016年　第6回ものつくり大学21世紀型木造住宅建設フォーラム設計競技第1位(平塚の家)
- 2015年　名古屋モザイク工業デザインアワード2015入賞(Ｓセレモニーホール)
- 2014年　第17回木材活用コンクール木材活用特別賞受賞(平塚の家)
- 2014年　タイル施工例コンペティション2014優秀賞(鎌倉山の年)
- 2012年　ARIAFINA KITCHEN DESIGN AWARD優秀賞(リフォーム)(白金の家)
- 2011年　第14回木材活用コンクール特別賞受賞(白金の家)
- 2010年　TDYリモデルスマイル作品コンテスト2010最優秀賞受賞(白金の家)
- 2010年　四国化成第17回施工コンテストシコク大賞受賞(白金の家)
- 2009年　第3回トステム設計コンテスト金賞受賞(鎌倉山の家)
- 2009年　第10回ダントータイルデザインコンテスト大賞受賞(鎌倉山の家)
- 2007年　中部建築賞受賞(森泉山麓の家)
- 2007年　グッドデザイン賞受賞(中延の集合住宅)
- 2006年　第27回ＩＮＡＸデザインコンテスト水廻り部門賞受賞(ステップハウス)
- 2002年　第8回広島街づくりデザイン賞受賞(矢賀ストリート)
- 2000年　群馬の家優秀賞受賞(安中の家)